# Ost Autobahn
Die Ost Autobahn A4 ist eine rund 66,6 km lange Autobahn in Österreich und Teil der Europastraßen E58 und E60. Sie wurde im Juli 1986 bis Fischamend und im Oktober 1994 bis zum Grenzübergang Nickelsdorf an der ungarischen Grenze eröffnet und ist die wichtigste Verbindung von Wien in Richtung Osten zum Flughafen Wien, nach Ungarn bzw. in die Slowakei.

## Geschichte
Die Budapester Straße, die früher als Brucker Straße bis zur Landesgrenze bei Bruck an der Leitha führte, wurde 1838 von der Monarchie übernommen und ausgebaut. Besonders nach dem Fall des Eisernen Vorhanges im Jahr 1989 war diese aber durch die extrem starke Zunahme des Verkehrs regelmäßig überlastet, weshalb ein Ausbau der bereits bis zum Flughafen Wien-Schwechat führenden Autobahn nahe lag.
| Eröffnung  | Streckenabschnitt                                       | Länge     |
| ---------- | ------------------------------------------------------- | --------- |
| 24.05.1978 | Knoten Wien-Prater – ASt Simmeringer Haide (linke RFB)  | 4,055 km  |
| 17.12.1982 | Knoten Wien-Prater – ASt Simmeringer Haide (rechte RFB) | 4,055 km  |
| 17.12.1982 | ASt Simmeringer Haide – Fischamend West                 | 11,123 km |
| 28.07.1986 | Fischamend West – ASt Fischamend                        | 3,662 km  |
| 19.10.1990 | ASt Fischamend – ASt Bruck/Leitha West                  | 12,911 km |
| 31.10.1991 | ASt Bruck/Leitha West – ASt Neusiedl                    | 12,015 km |
| 01.12.1993 | ASt Nickelsdorf – Staatsgrenze Nickelsdorf              | 1,398 km  |
| 28.10.1994 | ASt Neusiedl – ASt Nickelsdorf                          | 20,609 km |
| 2000       | Knoten Wien-Prater – Stadionbrücke                      | 0,588 km  |

## Lage
Die A 4 beginnt in Wien-Erdberg bei der Stadionbrücke, westlich des Knotens Prater mit der A 23 und führt über Flughafen Wien-Schwechat, Bruck an der Leitha und Neusiedl am See zum Grenzübergang Nickelsdorf, wo sie auf ungarischer Seite als M 1 bis Budapest weitergeführt wird. Zwischen Erdberg und der Schrägseilbrücke verläuft der Donaukanal zwischen den beiden Richtungsfahrbahnen.

## Allgemeines
Durch die 2006 erfolgte Eröffnung der Wiener Außenring-Schnellstraße S 1 zwischen Knoten Schwechat und Knoten Vösendorf, die eine direkte Verbindung von der A 4 zur A 2 Richtung Süden und A 21 Richtung Westen herstellt, ist die Bedeutung der A 4 weiter gewachsen. 
Um dem dadurch gestiegenen Verkehrsaufkommen Rechnung zu tragen, wurde sie im Bereich zwischen dem Knoten Schwechat und dem Flughafen Wien-Schwechat auf je drei Fahrstreifen pro Richtungsfahrbahn ausgebaut. Die Eröffnung des Ausbaus erfolgte am 29. Mai 2007. Weiters wurde am 20. November 2007 die beim Knoten Bruckneudorf von der A 4 Richtung Bratislava abzweigende Nordost Autobahn A 6 für den Verkehr freigegeben. Von Anfang 2014 bis einschließlich Herbst 2015 erfolgte der sechsspurige Ausbau der A 4 zwischen Flughafen und Fischamend. Die Richtungsfahrbahn Wien wurde dabei im November 2014 fertiggestellt.
Der 8 km lange Abschnitt Fischamend–Göttlesbrunn wurde im Dezember 2020 freigegeben.
Im August 2022 erfolgte die Fertigstellung des sechsspurigen Ausbaus zwischen Göttlesbrunn und Bruck-West. Der Ausbau zwischen Bruck-West und Neusiedl wurde als Kapazitätserweiterungsprojekt in der Evaluierung des ASFINAG-Bauprogramms des BMK ab Dezember 2021 bis zum Vorliegen der „Verkehrsprognose Österreich 2040“ auf Eis gelegt.
Im Bundesstraßengesetz ist eine Verlängerung der Donauufer Autobahn A 22 vom Knoten Kaisermühlen über die Donau nach Kaiserebersdorf geplant, die dort in Form einer Autobahngabelung in die A 4 einmünden soll. Derzeit finden hierzu jedoch keine Planungstätigkeiten statt, es gibt keinen Zeitplan zur Realisierung dieses Projektes.
Der Abschnitt von Wien bis zum Flughafen Wien-Schwechat wird umgangssprachlich auch als Flughafenautobahn bezeichnet.
Gewartet wurde die Strecke bis 2019 von den beiden Autobahnmeistereien in Schwechat und Parndorf. Diese wurden gleichzeitig mit der Errichtung eines neuen Stützpunktes in Bruck an der Leitha, der im Wirtschaftspark angesiedelt ist, geschlossen. Auch die Nordost Autobahn wird von diesem mitbetreut.

## Nennenswerte Ereignisse

### Flüchtlingstragödie im August 2015
Am 27. August 2015 wurden auf der Ost Autobahn bei Parndorf 71 tote Flüchtlinge in einem Lkw entdeckt, die darin erstickt waren.

### Brand im Dezember 2015
Am 1. Dezember 2015 wurde um 3:30 Uhr ein Brand an einem Gebäude des Rastplatzes Fischamend entdeckt. Es brannte völlig ab, 130 Feuerwehrleute standen im Einsatz. Die elektrische Stromversorgung der beidseitig der Autobahn gelegenen Rastplätze war vorerst unterbrochen.